# Cantone di Mainvilliers
Il Cantone di Mainvilliers era una divisione amministrativa dell'arrondissement di Chartres.
A seguito della riforma approvata con decreto del 24 febbraio 2014, che ha avuto attuazione dopo le elezioni dipartimentali del 2015, è stato soppresso.

## Composizione
Comprendeva parte del comune di Chartres e i comuni di:
- Bailleau-l'Évêque
- Lèves
- Mainvilliers
- Saint-Aubin-des-Bois